# Sid Hood
Sidney Charles „Sid“ Hood (* 1933; † 2006) war ein englischer Snookerspieler, der zwischen 1979 und 1984 Profispieler war. Als Amateur hatte er zuvor viermal das Finale der English Amateur Championship erreicht und dabei 1975 gewonnen sowie im Rahmen der Snooker-Amateurweltmeisterschaft 1970 den Vize-Amateurweltmeisterschaftstitel gewonnen. Auch wenn er sich als Profi nie auf der Snookerweltrangliste platzieren konnte, erreichte er unter anderem die Runde der letzten 32 der Snookerweltmeisterschaft 1980 und des Weiteren noch als Amateur das Viertelfinale der professionellen Norwich Union Open 1973.

## Karriere

### Amateurkarriere
Hood kam aus der Gegend um das englische Scunthorpe. Später wird als sein Herkunftsort Grimsby angegeben. Er machte erstmals auf sich aufmerksam, als er sich 1967 mit einem Sieg im Qualifikationswettbewerb für das Endspiel um die English Amateur Championship qualifizierte, dort aber Marcus Owen unterlag. 1970 qualifizierte er sich mit einem Sieg über Ray Edmonds für das Finalspiel, in dem er mit 10:11 knapp gegen Jonathan Barron verlor. Anschließend durfte er an der Amateurweltmeisterschaft teilnehmen, wo er die Gruppenphase trotz einer Niederlage im Spiel gegen Paul Mifsud überstand und im Finale erneut auf Jonathan Barron, der diesmal mit 7:11 aus Sicht von Hood siegte. Nach einer vergleichsweise frühen Niederlage bei der britischen Meisterschaft 1971 erreichte er 1972 wieder einmal das Finale der Qualifikation, doch er musste sich Ray Edmonds geschlagen geben. Auch wenn er 1973 bei der Meisterschaft erneut vergleichsweise früh nach Hause fahren musste, wurde er zu den professionellen Norwich Union Open eingeladen. Er besiegte Profispieler Jackie Rea und den südafrikanischen Amateur Mannie Francisco, ehe er im Viertelfinale an Spitzenspieler Eddie Charlton scheiterte.
Direkt im nächsten Jahr folgte für Hood eine weitere Teilnahme an einem professionellen Turnier, als er bei den Watney Open unter anderem John Dunning besiegte und im Achtelfinale Rex Williams unterlag. Im selben Jahr unterlag Hood bei der English Amateur Championship im Halbfinale der Qualifikation Doug French. Mit einem Finalsieg über John Griffin qualifizierte er sich 1975 dagegen für das Meisterschaftsendspiel; mit einem 11:6-Erfolg über Willie Thorne kürte er sich zum britischen Meister. Nach einer frühen Niederlage im Jahr 1976 konnte Hood 1977 gegen Dave Martin noch einmal den Qualifikationswettbewerb für sich entscheiden, er unterlag aber im Meisterschaftsendspiel recht deutlich Terry Griffiths. 1978 unterlag er im Qualifikations-Halbfinale Joe Johnson, 1979 im Viertelfinale Dennis Hughes. Zwischenzeitlich hatte er das Finale des ebenfalls wichtigen Amateurturnieres Pontins Autumn Open erreicht, wo er knapp gegen Jimmy White verlor. Eine Teilnahme am Frühjahrs-Pendant endete mit einer frühen Niederlage. Wenig später wurde er Profispieler.

### Profikarriere
Hoods erstes Profiturnier während der Saison 1979/80 war die Snookerweltmeisterschaft 1980, bei der er mit einem Sieg über John Dunning in die Runde der letzten 32 einzog, um dort gegen Ray Edmonds zu verlieren, der mittlerweile ebenfalls Profispieler geworden war. Trotz dieses kleinen Erfolgs platzierte er sich nicht auf der Snookerweltrangliste, was er auch in den folgenden Jahren nicht schaffte. In der nächsten Saison zog er mit einem Sieg über Chris Ross in die Runde der letzten 32 der UK Championship ein und verlor dort gegen Tony Meo; seine Auftaktspiele bei der English Professional Championship und der Snookerweltmeisterschaft verlor er dagegen. Dies war auch in der folgenden Saison der Fall, als Hood sowohl bei den International Open als auch bei der UK Championship sein Auftaktspiel verlor. Seine 0:9-Niederlage gegen Eddie Sinclair bei letzterem Turnier wurde Hoods letztes Profispiel, denn der Engländer bestritt keine weiteren Spiele mehr, auch wenn er noch bis 1984 Profispieler blieb, ehe er seine Karriere beendete. Er starb in der ersten Jahreshälfte 2006 im Alter von etwa 73 Jahren.

## Erfolge
| Ausgang         | Jahr | Turnier                              | Finalgegner     | Ergebnis |
| --------------- | ---- | ------------------------------------ | --------------- | -------- |
| Amateurturniere |      |                                      |                 |          |
| Sieger          | 1967 | English Amateur Championship – North | Ray Edmonds     | 6:4      |
| Zweiter         | 1967 | English Amateur Championship         | Marcus Owen     | 4:11     |
| Sieger          | 1970 | English Amateur Championship – North | Ray Edmonds     | 6:5      |
| Zweiter         | 1970 | English Amateur Championship         | Jonathan Barron | 10:11    |
| Zweiter         | 1970 | Snooker-Amateurweltmeisterschaft     | Jonathan Barron | 7:11     |
| Zweiter         | 1972 | English Amateur Championship – North | Ray Edmonds     | 1:6      |
| Sieger          | 1975 | English Amateur Championship – North | John Griffin    | 8:3      |
| Sieger          | 1975 | English Amateur Championship         | Willie Thorne   | 11:6     |
| Sieger          | 1977 | English Amateur Championship – North | Dave Martin     | 8:3      |
| Zweiter         | 1977 | English Amateur Championship         | Terry Griffiths | 3:13     |
| Zweiter         | 1978 | Pontins Autumn Open                  | Jimmy White     | 6:7      |